# World Rugby U20 Trophy 2018
Die World Rugby U20 Trophy 2018 war die elfte Ausgabe des gleichnamigen Wettbewerbs in der Sportart Rugby Union, der als Qualifikation zur Juniorenweltmeisterschaft dient. Die Veranstaltung fand vom 28. August bis zum 9. September 2018 in Rumänien statt. Den Wettbewerb entschied zum ersten Mal Fidschi für sich.
Zwei Monate zuvor fand in Frankreich die Juniorenweltmeisterschaft 2018 für höher eingestufte Mannschaften statt.

## Austragungsort
Sämtliche Spiele wurden im Stadionul Arcul de Triumf in Bukarest ausgetragen.

## Teilnehmer
Acht Mannschaften nahmen am Turnier teil. Automatisch qualifiziert waren Gastgeber Rumänien und Samoa, der Letztplatzierte der Juniorenweltmeisterschaft 2017. Weitere sechs Länder qualifizierten sich über kontinentale Meisterschaften in Afrika, Asien, Europa, Nordamerika, Ozeanien und Südamerika.
| Land     | Qualifiziert als            |
| -------- | --------------------------- |
| Hongkong | Junioren-Asienmeister       |
| Fidschi  | Junioren-Ozeanienmeister    |
| Kanada   | Junioren-Nordamerikameister |
| Namibia  | Junioren-Afrikameister      |
| Rumänien | Gastgeber                   |
| Portugal | Junioren-Europameister      |
| Samoa    | Absteiger JWM 2017          |
| Uruguay  | Junioren-Südamerikameister  |

## Vorrunde
Modus:
- 4 Punkte bei einem Sieg
- 2 Punkte bei einem Unentschieden
- 1 Bonuspunkt für vier oder mehr Versuche, unabhängig vom Endstand
- 1 Bonuspunkt bei einer Niederlage mit sieben oder weniger Spielpunkten Unterschied

### Gruppe A
|    | Land     | Spiele | Siege | Unent. | Ndlg. | Spiel- punkte | Diff. | Bonus- punkte | Tabellen- punkte |
| -- | -------- | ------ | ----- | ------ | ----- | ------------- | ----- | ------------- | ---------------- |
| 1. | Samoa    | 3      | 3     | 0      | 0     | 113:65        | + 48  | 3             | 15               |
| 2. | Namibia  | 3      | 2     | 0      | 1     | 167:77        | + 90  | 2             | 10               |
| 3. | Hongkong | 3      | 1     | 0      | 2     | 86:158        | − 72  | 1             | 5                |
| 4. | Rumänien | 3      | 0     | 0      | 3     | 76:142        | − 66  | 2             | 2                |

| 28. August 2018 13:00 OESZ | Samoa          | 41 : 20 | Hongkong | Stadionul Arcul de Triumf, Bukarest Schiedsrichter: Kaveni Talemaivalagi (Fidschi) |
| 28. August 2018 13:00 OESZ | (17:5) Bericht |         |          | Stadionul Arcul de Triumf, Bukarest Schiedsrichter: Kaveni Talemaivalagi (Fidschi) |

| 28. August 2018 19:00 OESZ | Namibia         | 55 : 26 | Rumänien | Stadionul Arcul de Triumf, Bukarest Schiedsrichter: Paulo Duarte (Portugal) |
| 28. August 2018 19:00 OESZ | (26:12) Bericht |         |          | Stadionul Arcul de Triumf, Bukarest Schiedsrichter: Paulo Duarte (Portugal) |

| 1. September 2018 15:00 OESZ | Namibia         | 84 : 10 | Hongkong | Stadionul Arcul de Triumf, Bukarest Schiedsrichter: Nika Amaschukeli (Georgien) |
| 1. September 2018 15:00 OESZ | (27:10) Bericht |         |          | Stadionul Arcul de Triumf, Bukarest Schiedsrichter: Nika Amaschukeli (Georgien) |

| 1. September 2018 17:00 OESZ | Samoa           | 31 : 17 | Rumänien | Stadionul Arcul de Triumf, Bukarest Schiedsrichter: Tasuku Kawahara (Japan) |
| 1. September 2018 17:00 OESZ | (19:10) Bericht |         |          | Stadionul Arcul de Triumf, Bukarest Schiedsrichter: Tasuku Kawahara (Japan) |

| 5. September 2018 19:00 OESZ | Rumänien       | 33 : 56 | Hongkong | Stadionul Arcul de Triumf, Bukarest Schiedsrichter: Paulo Duarte (Portugal) |
| 5. September 2018 19:00 OESZ | (7:25) Bericht |         |          | Stadionul Arcul de Triumf, Bukarest Schiedsrichter: Paulo Duarte (Portugal) |

| 5. September 2018 13:00 OESZ | Samoa           | 41 : 28 | Namibia | Stadionul Arcul de Triumf, Bukarest Schiedsrichter: Tornike Gwirdschischwili (Georgien) |
| 5. September 2018 13:00 OESZ | (15:18) Bericht |         |         | Stadionul Arcul de Triumf, Bukarest Schiedsrichter: Tornike Gwirdschischwili (Georgien) |

### Gruppe B
|    | Land     | Spiele | Siege | Unent. | Ndlg. | Spiel- punkte | Diff. | Bonus- punkte | Tabellen- punkte |
| -- | -------- | ------ | ----- | ------ | ----- | ------------- | ----- | ------------- | ---------------- |
| 1. | Fidschi  | 3      | 3     | 0      | 0     | 140:82        | + 58  | 3             | 15               |
| 2. | Portugal | 3      | 2     | 0      | 1     | 79:76         | + 3   | 1             | 9                |
| 3. | Uruguay  | 3      | 1     | 0      | 2     | 76:104        | − 28  | 2             | 6                |
| 4. | Kanada   | 3      | 0     | 0      | 3     | 78:111        | − 33  | 2             | 2                |

| 28. August 2018 15:00 OESZ | Uruguay         | 34 : 55 | Fidschi | Stadionul Arcul de Triumf, Bukarest Schiedsrichter: Nika Amaschukeli (Georgien) |
| 28. August 2018 15:00 OESZ | (12:15) Bericht |         |         | Stadionul Arcul de Triumf, Bukarest Schiedsrichter: Nika Amaschukeli (Georgien) |

| 28. August 2018 17:00 OESZ | Portugal        | 31 : 29 | Kanada | Stadionul Arcul de Triumf, Bukarest Schiedsrichter: Tasuku Kawahara (Japan) |
| 28. August 2018 17:00 OESZ | (11:26) Bericht |         |        | Stadionul Arcul de Triumf, Bukarest Schiedsrichter: Tasuku Kawahara (Japan) |

| 1. September 2018 13:00 OESZ | Uruguay        | 27 : 23 | Kanada | Stadionul Arcul de Triumf, Bukarest Schiedsrichter: Kaveni Talemaivalagi (Fidschi) |
| 1. September 2018 13:00 OESZ | (15:6) Bericht |         |        | Stadionul Arcul de Triumf, Bukarest Schiedsrichter: Kaveni Talemaivalagi (Fidschi) |

| 1. September 2018 19:00 OESZ | Portugal        | 22 : 32 | Fidschi | Stadionul Arcul de Triumf, Bukarest Schiedsrichter: Tornike Gwirdschischwili (Georgien) |
| 1. September 2018 19:00 OESZ | (11:10) Bericht |         |         | Stadionul Arcul de Triumf, Bukarest Schiedsrichter: Tornike Gwirdschischwili (Georgien) |

| 5. September 2018 15:00 OESZ | Fidschi        | 53 : 26 | Kanada | Stadionul Arcul de Triumf, Bukarest Schiedsrichter: Tasuku Kawahara (Japan) |
| 5. September 2018 15:00 OESZ | (7:20) Bericht |         |        | Stadionul Arcul de Triumf, Bukarest Schiedsrichter: Tasuku Kawahara (Japan) |

| 5. September 2018 17:00 OESZ | Portugal      | 26 : 15 | Uruguay | Stadionul Arcul de Triumf, Bukarest Schiedsrichter: Nika Amaschukeli (Georgien) |
| 5. September 2018 17:00 OESZ | (3:8) Bericht |         |         | Stadionul Arcul de Triumf, Bukarest Schiedsrichter: Nika Amaschukeli (Georgien) |

## Finalrunde

### Spiel um Platz 7
| 9. September 2018 17:00 OESZ | Rumänien       | 14 : 71 | Kanada | Stadionul Arcul de Triumf, Bukarest Schiedsrichter: Kaveni Talemaivalagi (Fidschi) |
| 9. September 2018 17:00 OESZ | (7:40) Bericht |         |        | Stadionul Arcul de Triumf, Bukarest Schiedsrichter: Kaveni Talemaivalagi (Fidschi) |

### Spiel um Platz 5
| 9. September 2018 13:00 OESZ | Kenia          | 17 : 78 | Kanada | Stadionul Arcul de Triumf, Bukarest Schiedsrichter: Tornike Gwirdschischwili (Georgien) |
| 9. September 2018 13:00 OESZ | (0:43) Bericht |         |        | Stadionul Arcul de Triumf, Bukarest Schiedsrichter: Tornike Gwirdschischwili (Georgien) |

### Spiel um Platz 3
| 9. September 2018 15:00 OESZ | Namibia        | 36 : 37 | Portugal | Stadionul Arcul de Triumf, Bukarest Schiedsrichter: Nika Amaschukeli (Georgien) |
| 9. September 2018 15:00 OESZ | (7:36) Bericht |         |          | Stadionul Arcul de Triumf, Bukarest Schiedsrichter: Nika Amaschukeli (Georgien) |

### Finale
| 9. September 2018 19:00 OESZ | Samoa          | 8 : 58 | Fidschi | Stadionul Arcul de Triumf, Bukarest Schiedsrichter: Paulo Duarte (Portugal) |
| 9. September 2018 19:00 OESZ | (3:22) Bericht |        |         | Stadionul Arcul de Triumf, Bukarest Schiedsrichter: Paulo Duarte (Portugal) |

## Schlussplatzierungen
| Platz | Land     |
| ----- | -------- |
| 01    | Fidschi  |
| 02    | Samoa    |
| 03    | Portugal |
| 04    | Namibia  |
| 05    | Uruguay  |
| 06    | Hongkong |
| 07    | Kanada   |
| 08    | Rumänien |

Fidschi gewann das Turnier und nahm 2019 an der Juniorenweltmeisterschaft teil.